# Heteropsis iboina
Heteropsis iboina is een vlinder uit de familie van de Nymphalidae, uit de onderfamilie van de Satyrinae. De soort is voor het eerst wetenschappelijk beschreven als Mycalesis iboina door Christopher Ward in een publicatie uit 1870.
De soort komt voor in de bossen en bosranden van Madagaskar.